# Dean Mumm
Pour les articles homonymes, voir Mumm (homonymie).

a Compétitions nationales et continentales officielles uniquement.

b Matchs officiels uniquement.
Dernière mise à jour le 25 octobre 2018.
Dean Mumm, né le 5 mars 1984, est un joueur de rugby à XV australien.
Il évolue en équipe nationale avec les  Wallabies, remportant le Rugby Championship 2015 puis s'inclinant en finale de la coupe du monde 2015, et avec la franchise australienne des Waratahs au poste de troisième ligne aile.

## Carrière

### Période amateur
Mumm est capitaine de l'équipe de King's School (Nouvelle Galles du Sud) en 2001 et 2002. Il alors joué avec l'équipe d'Australie des moins de 16 ans et l'équipe scolaire d'Australie. En 2005 il a joué avec l'équipe d'Australie des moins de 21 ans.

### En club et province
Mumm joue avec  l'équipe de Sydney Fleet lors de la saison 2007-08 de l'Australian Rugby Championship.
Il dispute le Super 14 avec les Waratahs : 12 matchs en 2007, 15 matchs en 2008 et 13 matchs en 2009.
De 2012 à 2015, il joue en Angleterre avec les Exeter Chiefs. En 2015, il retourne en Australie et rejoue le Super Rugby avec les Waratahs.
Il annonce le 24 mai 2017, qu'il arrête sa carrière à la fin de la saison 2017.

### En équipe nationale
Avec l'équipe d'Australie A, il a disputé la Pacific Nations Cup en 2006-07.
Mumm a joué son premier test avec les Wallabies le 14 juin 2008 contre l'Irlande à Melbourne.
Il dispute le Tri-nations en 2008 et 2009, mais sans être titulaire.

## Palmarès
Au 25 octobre 2018, Dean Mumm compte 57 sélections avec l'équipe d'Australie, depuis le 14 juin 2008 à Melbourne à l’occasion d’un match contre l'Irlande. Il inscrit cinq essais, vingt-cinq points. Il compte 19 sélections en Tri-nations ou Rugby Championship, compétition qui lui succède.